# Бранфорд (Флорида)
Бранфорд (енгл. Branford) град је у америчкој савезној држави Флорида. По попису становништва из 2010. у њему је живело 712 становника.

## Демографија
Према попису становништва из 2010. у граду је живело 712 становника, што је 17 (2,4%) становника више него 2000. године.
| Група             | 2000.       | 2010.       |
| Белци             | 562 (80,9%) | 525 (73,7%) |
| Афроамериканци    | 49 (7,1%)   | 49 (6,9%)   |
| Азијати           | 2 (0,3%)    | 12 (1,7%)   |
| Хиспаноамериканци | 66 (9,5%)   | 94 (13,2%)  |
| Укупно            | 695         | 712         |